# Districtul Bueng Bun
Bueng Bun (în thailandeză บึงบูรพ์) este un district (Amphoe) din provincia Sisaket, Thailanda, cu o populație de 10.655 de locuitori și o suprafață de 49,582 km².

## Componență
Districtul este subdivizat în 2 subdistricte (tambon), care sunt subdivizate în 25 de sate (muban).
| Nr. | Nume      | În thailandeză | Sate | Locuitori |  |
| --- | --------- | -------------- | ---- | --------- |  |
| 1.  | Po        | เป๊าะ           | 16   | 6,207     |  |
| 2.  | Bueng Bun | บึงบูรพ์          | 9    | 4,448     |  |